# Alpiner Nor-Am Cup 2015/16
Die Saison 2015/2016 des Alpinen Nor-Am Cups begann am 24. November 2015 in Jackson und endete am 21. März 2016 in Vail. Bei Damen und Herren waren je 28 Rennen geplant, wobei jeweils zwei abgesagt werden mussten.
Die Tabellen zeigen die fünf Bestplatzierten in der Gesamtwertung und in jeder Disziplinwertung sowie die drei besten Fahrer jedes Rennens.

## Herren

### Gesamtwertung
| Rang | Name           | Land               | Punkte |
| ---- | -------------- | ------------------ | ------ |
| 1    | Erik Read      | Kanada             | 950    |
| 2    | James Crawford | Kanada             | 748    |
| 3    | Erik Arvidsson | Vereinigte Staaten | 680    |
| 4    | Tyler Werry    | Kanada             | 616    |
| 5    | Brennan Rubie  | Vereinigte Staaten | 590    |

### Abfahrt
| Rang | Name              | Land               | Punkte |
| ---- | ----------------- | ------------------ | ------ |
| 1    | Jeffrey Frisch    | Kanada             | 230    |
| 2    | Erik Arvidsson    | Vereinigte Staaten | 192    |
| 3    | Wiley Maple       | Vereinigte Staaten | 180    |
| 4    | Morgan Pridy      | Kanada             | 168    |
| 5    | Thomas Biesemeyer | Vereinigte Staaten | 160    |

### Super-G
| Rang | Name           | Land               | Punkte |
| ---- | -------------- | ------------------ | ------ |
| 1    | Erik Arvidsson | Vereinigte Staaten | 310    |
| 2    | Tyler Werry    | Kanada             | 296    |
| 3    | James Crawford | Kanada             | 188    |
| 4    | Morgan Pridy   | Kanada             | 185    |
| 5    | Drew Duffy     | Vereinigte Staaten | 122    |

### Riesenslalom
| Rang | Name           | Land               | Punkte |
| ---- | -------------- | ------------------ | ------ |
| 1    | Brennan Rubie  | Vereinigte Staaten | 343    |
| 2    | Tommy Ford     | Vereinigte Staaten | 300    |
| 3    | Giulio Bosca   | Italien            | 264    |
| 4    | Erik Read      | Kanada             | 262    |
| 5    | Morgan Megarry | Kanada             | 260    |

### Slalom
| Rang | Name           | Land               | Punkte |
| ---- | -------------- | ------------------ | ------ |
| 1    | Erik Read      | Kanada             | 438    |
| 2    | Tim Kelley     | Vereinigte Staaten | 335    |
| 3    | Phil Brown     | Kanada             | 274    |
| 4    | Trevor Philp   | Kanada             | 274    |
| 5    | Seppi Stiegler | Vereinigte Staaten | 236    |

### Kombination
| Rang | Name               | Land               | Punkte |
| ---- | ------------------ | ------------------ | ------ |
| 1    | Erik Arvidsson     | Vereinigte Staaten | 160    |
| 2    | James Crawford     | Kanada             | 150    |
| 3    | Erik Read          | Kanada             | 145    |
| 4    | Tyler Werry        | Kanada             | 110    |
| 5    | William St-Germain | Kanada             | 085    |

### Podestplätze
Disziplinen:
- DH = Abfahrt
- SG = Super-G
- GS = Riesenslalom
- SL = Slalom
- K = Kombination
- TE = Team Event

| Datum      | Ort                | Dis. | 1. Platz                  | 2. Platz                      | 3. Platz                                            |
| ---------- | ------------------ | ---- | ------------------------- | ----------------------------- | --------------------------------------------------- |
| 26.11.2015 | Jackson            | SL   | Andrea Ballerin (ITA)     | Espen Lysdahl (NOR)           | Tim Kelley (USA)                                    |
| 27.11.2015 | Jackson            | SL   | Espen Lysdahl (NOR)       | Jonathan Nordbotten (NOR)     | Roberto Nani (ITA)                                  |
| 30.11.2015 | Copper Mountain    | GS   | Tommy Ford (USA)          | Fritz Dopfer (GER)            | Roland Leitinger (AUT)                              |
| 01.12.2015 | Copper Mountain    | GS   | Tommy Ford (USA)          | Aleksander Aamodt Kilde (NOR) | Rasmus Windingstad (NOR) Leif Kristian Haugen (NOR) |
| 10.12.2015 | Lake Louise        | DH   | Jeffrey Frisch (CAN)      | Thomas Biesemeyer (USA)       | Andreas Romar (FIN)                                 |
| 11.12.2015 | Lake Louise        | DH   | Natko Zrnčić-Dim (CRO)    | Thomas Biesemeyer (USA)       | Andreas Romar (FIN)                                 |
| 11.12.2015 | Lake Louise        | SG   | Rennen abgesagt           | Rennen abgesagt               | Rennen abgesagt                                     |
| 12.12.2015 | Panorama           | SG   | Tyler Werry (CAN)         | Erik Arvidsson (USA)          | Thomas Biesemeyer (USA)                             |
| 12.12.2015 | Panorama           | K    | Erik Read (CAN)           | Erik Arvidsson (USA)          | Tyler Werry (CAN)                                   |
| 14.12.2015 | Panorama           | GS   | Erik Read (CAN)           | Giulio Bosca (ITA)            | Ryan Cochran-Siegle (USA)                           |
| 15.12.2015 | Panorama           | GS   | Joan Verdú (AND)          | Morgan Megarry (CAN)          | Giulio Bosca (ITA)                                  |
| 16.12.2015 | Panorama           | SL   | Erik Read (CAN)           | Seppi Stiegler (USA)          | Taylor Shiffrin (USA)                               |
| 17.12.2015 | Panorama           | SL   | Erik Read (CAN)           | James Crawford (CAN)          | Phil Brown (CAN)                                    |
| 04.02.2016 | Mont Sainte-Anne   | GS   | Brennan Rubie (USA)       | Marco Odermatt (SUI)          | Morgan Megarry (CAN)                                |
| 05.02.2016 | Mont Sainte-Anne   | SL   | Tim Kelley (USA)          | Michael Matt (AUT)            | Dominik Raschner (AUT)                              |
| 06.02.2016 | Mont Sainte-Anne   | SL   | Michael Matt (USA)        | Tim Kelley (USA)              | Robby Kelley (USA)                                  |
| 07.02.2016 | Mont Sainte-Anne   | GS   | Brennan Rubie (USA)       | Johannes Strolz (AUT)         | Stefan Brennsteiner (AUT)                           |
| 09.02.2016 | Whiteface Mountain | GS   | Stefan Brennsteiner (AUT) | Morgan Megarry (CAN)          | Brodie Seger (CAN)                                  |
| 11.02.2016 | Whiteface Mountain | SG   | Erik Arvidsson (USA)      | Morgan Pridy (CAN)            | Morgan Megarry (CAN)                                |
| 12.02.2016 | Whiteface Mountain | SG   | James Crawford (CAN)      | Erik Arvidsson (USA)          | Brennan Rubie (USA)                                 |
| 12.02.2016 | Whiteface Mountain | K    | James Crawford (CAN)      | Erik Arvidsson (USA)          | Brennan Rubie (USA)                                 |
| 12.03.2016 | Aspen              | DH   | Morgan Pridy (CAN)        | Wiley Maple (USA)             | Erik Arvidsson (USA)                                |
| 13.03.2016 | Aspen              | DH   | Wiley Maple (USA)         | Jeffrey Frisch (CAN)          | Erik Arvidsson (USA)                                |
| 14.03.2016 | Aspen              | SG   | Tyler Werry (CAN)         | Tommy Ford (USA)              | Keith Moffat (USA)                                  |
| 15.03.2016 | Aspen              | SG   | Rennen abgesagt           | Rennen abgesagt               | Rennen abgesagt                                     |
| 16.03.2016 | Aspen              | TE   | ?                         | ?                             | ?                                                   |
| 17.03.2016 | Aspen              | GS   | Tommy Ford (USA)          | Ryan Cochran-Siegle (USA)     | Brennan Rubie (USA)                                 |
| 18.03.2016 | Aspen              | SL   | Trevor Philp (CAN)        | Mark Engel                    | Erik Read (CAN)                                     |
| 20.03.2016 | Vail               | SL   | Erik Read (CAN)           | Robby Kelley (USA)            | Phil Brown (CAN)                                    |

## Damen

### Gesamtwertung
| Rang | Name             | Land               | Punkte |
| ---- | ---------------- | ------------------ | ------ |
| 1    | Megan McJames    | Vereinigte Staaten | 975    |
| 2    | Valérie Grenier  | Kanada             | 862    |
| 3    | Candace Crawford | Kanada             | 700    |
| 4    | Lila Lapanja     | Vereinigte Staaten | 696    |
| 5    | Nina O’Brien     | Vereinigte Staaten | 643    |

### Abfahrt
| Rang | Name             | Land               | Punkte |
| ---- | ---------------- | ------------------ | ------ |
| 1    | Breezy Johnson   | Vereinigte Staaten | 310    |
| 2    | Valérie Grenier  | Kanada             | 300    |
| 3    | Cecily Decker    | Vereinigte Staaten | 200    |
| 4    | Jacqueline Wiles | Vereinigte Staaten | 180    |
| 5    | Abby Ghent       | Vereinigte Staaten | 171    |

### Super-G
| Rang | Name                  | Land               | Punkte |
| ---- | --------------------- | ------------------ | ------ |
| 1    | Anna Marno            | Vereinigte Staaten | 260    |
| 2    | Megan McJames         | Vereinigte Staaten | 246    |
| 3    | Candace Crawford      | Kanada             | 230    |
| 4    | Breezy Johnson        | Vereinigte Staaten | 188    |
| 5    | Stefanie Fleckenstein | Kanada             | 161    |

### Riesenslalom
| Rang | Name                     | Land               | Punkte |
| ---- | ------------------------ | ------------------ | ------ |
| 1    | Megan McJames            | Vereinigte Staaten | 455    |
| 2    | Kristine Gjelsten Haugen | Norwegen           | 348    |
| 3    | Candace Crawford         | Kanada             | 380    |
| 4    | Valérie Grenier          | Kanada             | 254    |
| 4    | Nina O’Brien             | Vereinigte Staaten | 203    |

### Slalom
| Rang | Name                     | Land               | Punkte |
| ---- | ------------------------ | ------------------ | ------ |
| 1    | Lila Lapanja             | Vereinigte Staaten | 489    |
| 2    | Laurence St-Germain      | Kanada             | 390    |
| 3    | Tuva Norbye              | Norwegen           | 290    |
| 4    | Kristine Gjelsten Haugen | Norwegen           | 220    |
| 5    | Galena Wardle            | Vereinigte Staaten | 209    |

### Kombination
| Rang | Name                  | Land               | Punkte |
| ---- | --------------------- | ------------------ | ------ |
| 1    | Megan McJames         | Vereinigte Staaten | 200    |
| 2    | Nina O’Brien          | Vereinigte Staaten | 096    |
| 3    | Stefanie Fleckenstein | Kanada             | 095    |
| 4    | Candace Crawford      | Kanada             | 080    |
| 4    | Tricia Mangan         | Vereinigte Staaten | 080    |

### Podestplätze
Disziplinen:
- DH = Abfahrt
- SG = Super-G
- GS = Riesenslalom
- SL = Slalom
- K = Kombination

| Datum      | Ort                | Dis. | 1. Platz                       | 2. Platz                       | 3. Platz                    |
| ---------- | ------------------ | ---- | ------------------------------ | ------------------------------ | --------------------------- |
| 24.11.2015 | Jackson            | SL   | Marie-Michèle Gagnon (CAN)     | Laurence St-Germain (CAN)      | Tuva Norbye (NOR)           |
| 25.11.2015 | Jackson            | SL   | Erin Mielzynski (CAN)          | Marie-Michèle Gagnon (CAN)     | Lila Lapanja (USA)          |
| 02.12.2015 | Copper Mountain    | GS   | Marie-Michèle Gagnon (CAN)     | Mikaela Tommy (CAN)            | Candace Crawford (CAN)      |
| 03.12.2015 | Copper Mountain    | GS   | Marie-Michèle Gagnon (CAN)     | Candace Crawford (CAN)         | Kateřina Pauláthová (CZE)   |
| 10.12.2015 | Lake Louise        | DH   | Cecily Decker (USA)            | Vanja Brodnik (SLO)            | Valérie Grenier (CAN)       |
| 11.12.2015 | Lake Louise        | DH   | Breezy Johnson (USA)           | Valérie Grenier (CAN)          | Maruša Ferk (SLO)           |
| 11.12.2015 | Lake Louise        | SG   | Rennen abgesagt                | Rennen abgesagt                | Rennen abgesagt             |
| 13.12.2015 | Panorama           | SG   | Anna Marno (USA)               | Megan McJames (USA)            | Stefanie Fleckenstein (CAN) |
| 13.12.2015 | Panorama           | K    | Megan McJames (USA)            | Candace Crawford (CAN)         | Anna Marno (USA)            |
| 14.12.2015 | Panorama           | SL   | Lila Lapanja (USA)             | Kristine Gjelsten Haugen (NOR) | Tuva Norbye (NOR)           |
| 15.12.2015 | Panorama           | SL   | Lila Lapanja (USA)             | Ali Nullmeyer (CAN)            | Julie Flo Mohagen (NOR)     |
| 16.12.2015 | Panorama           | GS   | Kristine Gjelsten Haugen (NOR) | Megan McJames (USA)            | Amelia Smart (CAN)          |
| 17.12.2015 | Panorama           | GS   | Kristine Gjelsten Haugen (NOR) | Anna Marno (USA)               | Chloe Margrethe Fausa (NOR) |
| 04.02.2016 | Mont-Garceau       | GS   | Megan McJames (USA)            | Resi Stiegler (USA)            | Tuva Norbye (NOR)           |
| 05.02.2016 | Mont-Garceau       | GS   | Paula Moltzan (USA)            | Resi Stiegler (USA)            | Candace Crawford (CAN)      |
| 06.02.2016 | Mont-Tremblant     | SL   | Lila Lapanja (USA)             | Laurence St-Germain (CAN)      | Tuva Norbye (NOR)           |
| 07.02.2016 | Mont-Tremblant     | SL   | Alex Tilley (GBR)              | Laurence St-Germain (CAN)      | Lila Lapanja (USA)          |
| 10.02.2016 | Whiteface Mountain | GS   | Megan McJames (USA)            | Candace Crawford (CAN)         | Nellie Rose Talbot (USA)    |
| 11.02.2016 | Whiteface Mountain | SG   | Megan McJames (USA)            | Candace Crawford (CAN)         | Anna Marno (USA)            |
| 11.02.2016 | Whiteface Mountain | K    | Megan McJames (USA)            | Tricia Mangan (USA)            | Nina O’Brien                |
| 12.02.2016 | Whiteface Mountain | SG   | Candace Crawford (CAN)         | Valérie Grenier (CAN)          | Alice Merryweather (USA)    |
| 13.03.2016 | Aspen              | DH   | Breezy Johnson (USA)           | Jacqueline Wiles (USA)         | Valérie Grenier (CAN)       |
| 14.03.2016 | Aspen              | DH   | Jacqueline Wiles (USA)         | Breezy Johnson (USA)           | Anna Marno (USA)            |
| 15.03.2016 | Aspen              | SG   | Rennen abgesagt                | Rennen abgesagt                | Rennen abgesagt             |
| 16.03.2016 | Aspen              | TE   | ?                              | ?                              | ?                           |
| 19.03.2016 | Vail               | GS   | Valérie Grenier (CAN)          | Megan McJames (USA)            | Paula Moltzan (USA)         |
| 20.03.2016 | Vail               | SL   | Laurence St-Germain (CAN)      | Paula Moltzan (USA)            | Tuva Norbye (NOR)           |
| 21.03.2016 | Vail               | SL   | Julie Flo Mohagen (NOR)        | Valérie Grenier (CAN)          | Paula Moltzan (USA)         |